# Kitahiroshima, Hokkaidō

Kitahiroshima (北広島市  Kitahiroshima-shi?) este un municipiu din Japonia, prefectura Hokkaidō.